# Blackpool North and Cleveleys (circonscription britannique)
La circonscription de Blackpool North and Cleveleys est une circonscription située dans le Lancashire et représentée à la Chambre des communes du Parlement britannique.